# Margot Frank

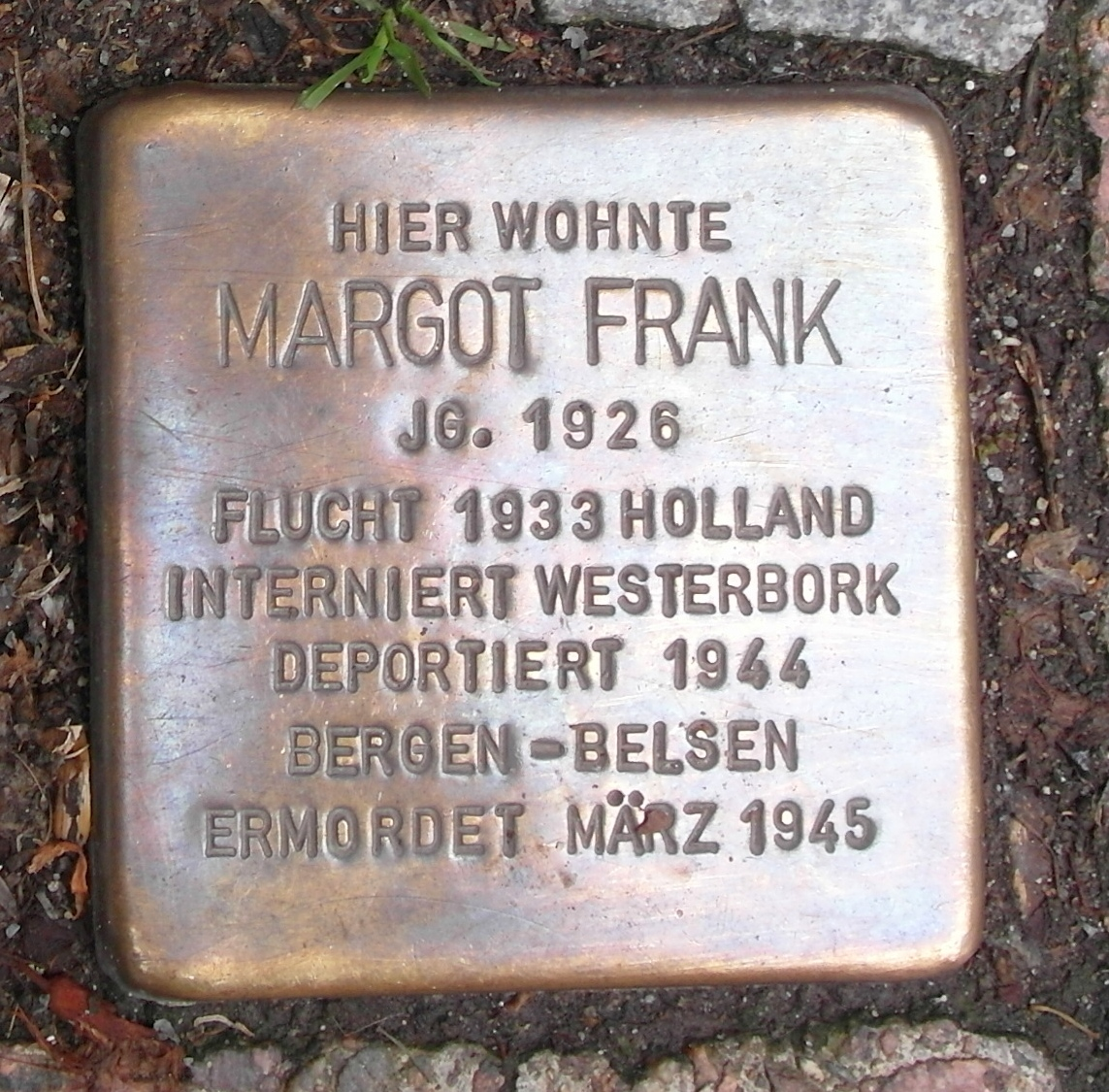
Placa en record de Margot a Aquisgrà (Alemanya).

Margot Betti Frank (Frankfurt del Main, 16 de febrer de 1926 - camp de Bergen-Belsen, febrer de 1945) va ser la filla més gran de Otto Frank i Edith Frank, i la germana gran d'Anne Frank. Anna Frank explica que la seva germana (Margot) també tenia un diari, però aquest mai es va trobar. Va ser arrestada pels nazis juntament amb la seva família i va morir de tifus al camp de concentració de Bergen-Belsen.